# Daniele Del Giudice
Daniele Del Giudice (* 11. Juli 1949 in Rom; † 2. September 2021 in Venedig) war ein italienischer Autor und Professor.

## Leben und Werk
Daniele Del Giudice studierte Literatur. Er veröffentlichte 1983 den Roman Lo stadio di Wimbledon/Das Land vom Meer aus gesehen. Als Flugzeugpilot und Reisender unternahm Daniele Del Giudice 1990 eine lange Reise in die Antarktis. Sein Taccuino Australe/Südliches Tagebuch erschien in sechs Episoden im Corriere della Sera und der Frankfurter Allgemeinen. Zwischen 1991 und 1995 war er gemeinsam mit Mathematikern und Physikern Mitarbeiter einer Forschungsgruppe unter der Leitung von Claudio Magris an der Scuola Internazionale Superiore di Studi Avanzati in Triest. 1997 stellte er bei der documenta X in Kassel eine Installation zu den Künsten des Sehens aus.
Del Giudice war Professor für Theaterwissenschaft an der Università Iuav di Venezia.
Ende Juli 2021 erhielt er, seit vielen Jahren schwer erkrankt, den Premio Campiello für sein Lebenswerk zugesprochen; wenige Wochen später starb er im Alter von 72 Jahren in Venedig.

## Auszeichnungen (Auswahl)
- 1983: Premio Viareggio (Opera prima narrativa) für Lo stadio di Wimbledon
- 1995: Bagutta Literaturpreis für Staccando l’ombra da terra/Das Abheben des Schattens vom Boden
- 1997: Premio Campiello für Mania
- 1998: Premio Grinzane Cavour für Mania
- 2002: Antonio-Feltrinelli-Preis
- 2009: Literaturpreis der Europäischen Union für Orizzonte mobile
- 2021: Premio Campiello für das Lebenswerk